# Антраша
Антраша́ (від фр. entrechat, яке в свою чергу є спотвореним італ. Capriola intrecciata — «схрещений стрибок») — в класичному балетному танці рід стрибка, під час якого ноги танцюриста швидко схрещуються в повітрі, торкаючись одна одної.
Стрибки антраша поділяють на парні ( royal, quatre, six, huit ) — стрибок з двох ніг на дві і непарні ( trois, cinq, sept ) — стрибок з двох ніг на одну.

## Джерело
- Короткий енциклопедичний словник з культури. — К. : Україна, 2003. — ISBN 966-524-105-2.